# The Stranger (película de 1987)
The Stranger, también conocida como El extraño en Argentina y Traición y venganza en España, es una película argentina-estadounidense dramática y de suspense dirigida por Adolfo Aristarain y protagonizada por Bonnie Bedelia, Peter Riegert, Barry Primus, David Spielberg, Ricardo Darín, Julio de Grazia, Cecilia Roth, Federico Luppi y Marcos Woinsky. Es la única película que el reconocido cineasta argentino dirigió en inglés.

## Argumento
Una mujer con amnesia es acechada por unos hombres misteriosos, con el fin aparente de silenciarla para evitar que hable de un asesinato del que ella fue testigo. A pesar de que denuncia esto, la policía no encuentra pruebas de que haya ocurrido recientemente un asesinato, o si ella fue testigo de uno. Al mismo tiempo, su psicólogo decide llevar a cabo su propia investigación sobre lo acontecido.

## Reparto
| Actor               | Personaje             | Notas                         |
| ------------------- | --------------------- | ----------------------------- |
| Bonnie Bedelia      | Alice Kildee          |                               |
| Peter Riegert       | Dr. Harris Kite       |                               |
| Barry Primus        | Sargento Drake        |                               |
| David Spielberg     | Hobby                 |                               |
| Ricardo Darín       | Clark Whistler        |                               |
| Julio de Grazia     | Jay                   |                               |
| Cecilia Roth        | Anita                 |                               |
| Federico Luppi      | Manager               |                               |
| Marcos Woinsky      | Macaw                 |                               |
| Arturo Maly         | Padre                 |                               |
| Jacques Arndt       | Rhea                  |                               |
| Milton James        | Brandt                |                               |
| Julio Kaufman       | Dr. Hobby             |                               |
| Ernesto Larrese     | Lark                  |                               |
| Sacha Favelevic     | Robin                 |                               |
| Miguel Ángel Paludi | Croupier              |                               |
| Patricia Zangaro    | Mujer policía         |                               |
| Adrián Ghio         | Intruso blanco        |                               |
| Melvin Daniel       | Hombre negro          |                               |
| Lala Sunblad        | Madre                 |                               |
| Nicolas Deane       | Hijo adolescente      |                               |
| Marina Magali       | Actriz                |                               |
| Tito Mendoza        | Vagabundo             |                               |
| Haydée Padilla      | Mujer de la recepción |                               |
| Heidi Froseth       | Mujer gorda           |                               |
| Sofía Viruboff      | Chica de la recepción | Acreditada como Sofia Virobof |
| Adolfo Aristarain   | Asistente al cine     | No acreditada                 |

## Doblaje al español latinoamericano
| Personaje       | Actor                |
| --------------- | -------------------- |
| Alice Kildee    | Rocío Garcel         |
| Manager         | Jorge Arvizu         |
| Clark Whistler  | Jesús Barrero        |
| Dr. Harris Kite | Carlos Rotzinger     |
| Jay             | Francisco Colmenero  |
|                 | Pedro D'Aguillon Jr. |
|                 | Rolando de Castro    |
|                 | Gabriel Gama         |
| Macaw           | Esteban Siller       |
| Anita           | Patricia Acevedo     |
|                 | Víctor Mares         |
|                 | Arturo Mercado       |
|                 | Mario Castañeda      |
|                 | Sergio de Bustamante |
|                 | José Lavat           |
|                 | Edmundo Santos Jr.   |
|                 | Jorge Santos         |
|                 | Eduardo Tejedo       |